# Server FTP
In informatica un server FTP è un programma che permette di accettare connessioni in entrata e di comunicare con un client attraverso il protocollo FTP. Il computer remoto usa un altro programma, detto client FTP, che invia al server le richieste di trasferimento.

## Descrizione
Esistono numerosi server FTP per praticamente tutti i sistemi operativi esistenti, e un numero ancora maggiore di client, sia testuali che grafici.
Un server FTP solitamente attende le richieste del client sulla porta 21, mentre i dati vengono trasmessi sulla porta 20.

## Confronto server FTP
| Nome                                    | Licenza      | Sistema operativo           | Informazione |
| --------------------------------------- | ------------ | --------------------------- | --- |
| Cerberus FTP Server                     | proprietaria | Windows                     | FTP, FTPS, SFTP, SCP, HTTPS. Windows Active Directory / LDAP authentication.                                                        |
| CompleteFTP                             | proprietaria | Windows                     | FTP, FTPS, SFTP, SCP, HTTP, HTTPS, Windows Active Directory authentication, SQL authentication, SAML Single Sign-On authentication. |
| FileZilla Server                        | libero       | Windows                     | FTP, FTPS |
| Microsoft Internet Information Services | proprietaria | Windows                     | FTP, FTPS, WebDAV and WebDAV over SSL (FTPS in IIS 7 and later)                                                                     |
| Titan FTP Server                        | proprietaria | Windows (tutte le edizioni) | FTP, FTPS, SFTP, HTTP, HTTPS. |